# Susan Sontag
Susan Sontag (angleška izgovorjava /ˈsɒntɑːɡ/, ameriška pisateljica in filmarka, profesorica, literarna ikona in politična aktivistka, * 16. januar 1933, † 28. december 2004.
Od izida eseja Zapiski o campu (Notes on 'Camp', 1964) je bila mednarodna kulturna in intelektualna zvezda. Njena najbolj znana dela vključujejo On Photography, Against Interpretation, Styles of Radical Will, The Way We Live Now, Illness as Metaphor, Regarding the Pain of Others, The Volcano Lover in In America.
Sontagova je aktivno pisala, govorila in poročala s konfliktnih območij, tudi med vietnamsko vojno in obleganjem Sarajeva. Veliko je pisala o fotografiji, kulturi in medijih, aidsu in bolezni, človekovih pravicah, komunizmu in levičarski ideologiji. Njeni pogosto provokativni eseji in govori so bili včasih deležni kritike. The New York Review of Books jo je označil kot "eno najvplivnejših med kritiki njene generacije."

## Zgodnje življenje in izobrazba
Sontagova se je rodila z imenom Susan Rosenblatt v New Yorku kot hči ameriških Judov Mildred (r. Jacobson) in Jacka Rosenblatta. Njen oče je trgoval s krznom na Kitajskem in tam tudi umrl za tuberkulozo leta 1939, ko je imela Susan pet let. Sedem let kasneje se je njena mati poročila s kapetanom ameriške vojske Nathanom Sontagom. Susan in njena sestra Judith sta dobili očimov priimek, čeprav ju ni nikoli uradno posvojil. Sontagova ni odraščala v verskem vzdušju in je trdila, da do sredine dvajsetih ni nikoli stopila v sinagogo. Otroštva se je spominjala kot nesrečnega, s hladno in odtujeno materjo, ki je bila "vedno drugje". Najprej je živela v Long Islandu v New Yorku,, nato v Tucsonu v Arizoni in kasneje v San Fernando Valley v južni Kaliforniji, kjer se je zatekala h knjigam in pri 15 letih maturirala na North Hollywood High School. Dodiplomski študij je najprej vpisala na Univerzi Kalifornije, a se je prepisala na Univerzo v Chicagu, ker je občudovala njen slavni kurikulum. Tam je poleg ostalih obveznosti študirala filozofijo, antično zgodovino in literaturo. Med njenimi predavatelji so bili Leo Strauss, Joseph Schwab, Christian Mackauer, Richard McKeon, Peter von Blanckenhagen in Kenneth Burke. Diplomirala je z oceno A.B. While at Chicago, she became best friends with fellow student Mike Nichols.
Sontag se je že kot najstnica zavedala, da je biseksualka, in je pri 16 spala z žensko. Pri 17 letih se je po desetih dnevih dvorjenja poročila s pisateljem Philipom Rieffom, predavateljem sociologije na Univerzi v Chicagu; zakon je trajal osem let. Med študijem v Chicagu se je Sontagova udeleževala poletne šole sociologa Hansa Heinricha Gertha, ki je postal njen prijatelj in je posledično vplival na njen študij nemških mislecev. Po diplomi je v šolskem letu 1952/53 poučevala angleščino na Univerzi v Connecticutu. Nato se je vpisala na Univerzo Harvard, kjer je najprej študirala literaturo s Perryjem Millerjem in Harryjem Levinom, nato pa se je preusmerila na filozofijo in teologijo pod Paulom Tillichem, Jacobom Taubesom, Raphaelom Demosom in Mortonom Whiteom.
Po magisteriju iz filozofije je začela z doktorsko raziskavo metafizike, etike, grške filozofije, kontinentalne filozofije in teologije na Harvardu. Filozof Herbert Marcuse je eno leto preživel s Sontagovo in Rieffom, medtem ko je pisal knjigo Eros in civilizacija (Eros and Civilization). Sontagova je pred tik ločitvijo od Rieffa leta 1958 raziskovala in prispevala k njegovi študiji Freud: The Mind of the Moralist, ki je izšla leta 1959. Imela sta sina, Davida Rieffa, ki je kasneje postal pisatelj in materin urednik pri založbi Farrar, Straus and Giroux.
Sontagova je prek American Association of University Women prejela štipendijo za šolsko leto 1957–1958 na St Anne's College v Oxfordu, kamor je odpotovala brez moža in sina. Tam je študirala z Iris Murdoch, Stuartom Hampshireom, A. J. Ayerjem in H. L. A. Hartom, medtem pa hodila tudi na seminarje J. L. Austina in predavanja Isaiaha Berlina. A Oxford ji ni ugajal, zato se je leta 1957 prepisala na Univerzo v Parizu. V Parizu se je družila z izseljenimi umetniki in akademiki, kot so Allan Bloom, Jean Wahl, Alfred Chester, Harriet Sohmers in María Irene Fornés. Sontag je pripomnila, da je bil čas, ki ga je preživela v Parizu, morda najpomembnejše obdobje njenega življenja. Vsekakor je zagotovilo temelje za dolgo intelektualno in umetniško povezanost s francosko kulturo. Leta 1959 se je odselila v New York in naslednjih sedem let preživela s Fornésom,, zopet je pridobila skrbništvo nad svojim sinom in učila na univerzah, medtem ko je njen literarni ugled rasel.

### Leposlovje
Literarna kariera Susan Sontag se je začela in zaključila s fikcijskimi deli. Med pisanjem fikcije je poučevala filozofijo na Sarah Lawrence College, City University of New York ter filozofijo religije z Jacobom Taubsom, Susan Taubes in Hansom Jonasom na oddelku za religije na Univerze Columbia od 1960 do 1964. Nato je poučevala pisanje na Rutgers University od 1964 do 1965, zatem pa je akademsko kariero zamenjala s pisanjem za polni delovni čas.
Pri 30-ih je objavila eksperimentalni roman z naslovom The Benefactor (1963), štiri leta kasneje pa še Death Kit (1967). Kljub relativno majhnemu številu del, se je Sontagova videla predvsem kot romanopisko in pisateljico fikcije. Njena kritiško priznana kratka zgodba "The Way We Live Now" je izšla 26. novembra 1986 v literarni reviji The New Yorker. Besedilo, pisano v eksperimentalnem narativnem stilu, ostaja ključno delo o epidemiji aidsa. Komercialni uspeh je dosegla pozno s prodajno uspešnico Ljubimec vulkana (The Volcano Lover, 1992). Pri 67-ih je izdala zadnji roman In America (2000). Zadnja dva romana sta postavljena v preteklost, kar ji je po njenih besedah omogočalo večjo svobodo pri pisanju v polifoničnem glasu.
Napisala in režirala je štiri filme in napisala več iger, med katerimi sta bili najuspešnejši Alice in Bed in Lady from the Sea.

### Eseji in teoretična dela
Zgodnjo slavo in razvpitost je Sontagova dosegla s svojimi eseji. Pogosto je pisala o umetnosti na precepu visoke in nizke kulture. Razširila je koncept dihotomije forme in umetnost v vseh medijih. Stilu, znanemu kot camp (estetska senzibilnost, ki dojema nekaj kot privlačno ali humoristično, ker se zdi opazovalcu smešno), je dvignila prepoznavnost z zelo branim esejem iz leta 1964 Notes on "Camp", v katerem je v umetnost vključila tudi vsakdanje, absurdne in burleskne teme. Kot prva je razložila koncept tistega, kar je v popularni kulturi "tako slabo, da je dobro".
Leta 1977 je objavila serijo esejev On Photography. V njih raziskuje fotografije kot zbirko sveta, predvsem popotnikov in turistov, in način, na katerega jo izkusimo. V esejih je orisala svojo teorijo fotografiranja na potovanjih:

Ta metoda še posebej ugaja ljudem, ki so hendikepirani zaradi brezobzirne delovne etike – Nemcem, Japoncem in Američanom. Uporaba fotoaparata blaži anksioznost, ki jo deloholiki čutijo ob nedelu, ko bi se na dopustu morali zabavati. Tako lahko počnejo nekaj, kar deluje kot prijazna imitacija dela: fotografirajo.(s.8)

Sontagova piše, da je pripravnost sodobne fotografije povzročila preobilje vizualnega materiala: "skoraj vse smo že fotografirali". To je spremenilo naša pričakovanja glede tega, kaj imamo pravico opazovati, kaj želimo opazovati, ali kaj bi morali opazovati. "Fotografije nas naučijo novega vizualnega koda in s tem spremenijo in razširijo naše dojemanje tega, kaj je vredno opazovati in kaj imamo pravico opazovati", zato so spremenile našo "etiko opazovanja". Fotografije so nam olajšale dostop do znanja in izkušanja zgodovine in oddaljenih krajev, a podobe lahko nadomestijo neposredno izkušnjo in omejijo realnost. Zapiše tudi, da fotografija desenzibilizira svoje občinstvo, kar se tiče grozljivih človeških izkušenj, in s tem izpostavi otroke tovrstnim izkušnjam, preden so nanje pripravljeni.
Sontagova je nadaljevala s teoretskim premislekom o vlogi fotografije v resničnem življenju v eseju "Looking at War: Photography's View of Devastation and Death", ki je izšel 9. decembra 2002 v reviji The New Yorker. V njem je zaključila, da naše zanašanje na podobe, predvsem fotografije, ni problematično, ker "ljudje skozi fotografije ohranjajo spomin, temveč zato, ker si zapomnijo le fotografije [...] da fotografska podoba zasenči druge oblike razumevanja - in pomnjenja [...] Spominjati se vedno manj pomeni spominjati se zgodbe in vedno bolj priklicati podobo" (str. 94).
V 1960-ih in 1970-ih je postala vzornica mnogim feministkam in prizadevnim pisateljicam.

## Aktivizem
Leta 1989 je bila Sontagova predsednica PEN American Center, glavne ameriške veje mednarodne organizacije pisateljev. Ko je iranski vodja Ajatola Homeini razglasil smrtno kazen (fatva) za pisatelja Salmana Rushdieja zaradi bogoskrunstva v romanu Satanski stihi, je bila brezkompromisna podpora Rushdieju s strani Sontagove ključna pri organiziranju ameriških pisateljev v njegov prid.
Nekaj let kasneje, med obleganjem Sarajeva, je Sontagova pritegnila pozornost z režijo igre Čakajoč Godota Samuela Becketta v sarajevskem gledališču, osvetljenem s svečami. Daily Telegraph jo je označil za »očarljivo dragoceno in ostudno užitkarsko«. A prebivalci okupiranega Sarajeva so imeli njeno vpletenost za dobro: Sontagova je bila za ljudi Sarajeva simbol, pogosto so jo intervjujali lokalni časopisi in televizijske postaje, vabili so jo na vsakršna srečanja, na ulici so jo prosili za avtograme. Po premierni izvedbi igre je sarajevski župan Muhamed Kresevljaković stopil na oder in jo razglasil za častno meščanko. Ta čast je doletela le še enega tujca, Phillippa Morillona. »Za vaš pogum, ker ste prišli sem, tu živite in z nami delate«, je dejal.